# Coelospermum purpureum
Coelospermum purpureum är en måreväxtart som beskrevs av David A. Halford och A.J.Ford. Coelospermum purpureum ingår i släktet Coelospermum och familjen måreväxter.
Artens utbredningsområde är Queensland. Inga underarter finns listade i Catalogue of Life.